# ماندارین تایوانی
ماندارین تایوانی (چینی ساده‌شده: 国语، چینی سنتی: 國語، پین‌یین: Guóyǔ، به معنای «زبان ملی»)، گونه‌ای از چینی ماندارین و زبان ملی تایوان است. این گویش برپایه واج‌شناسی گویش پکن به همراه دستور زبان چینی بومی و بسیار شبیه به چینی معیار است.